# De moribus tartarorum, lituanorum et moscorum

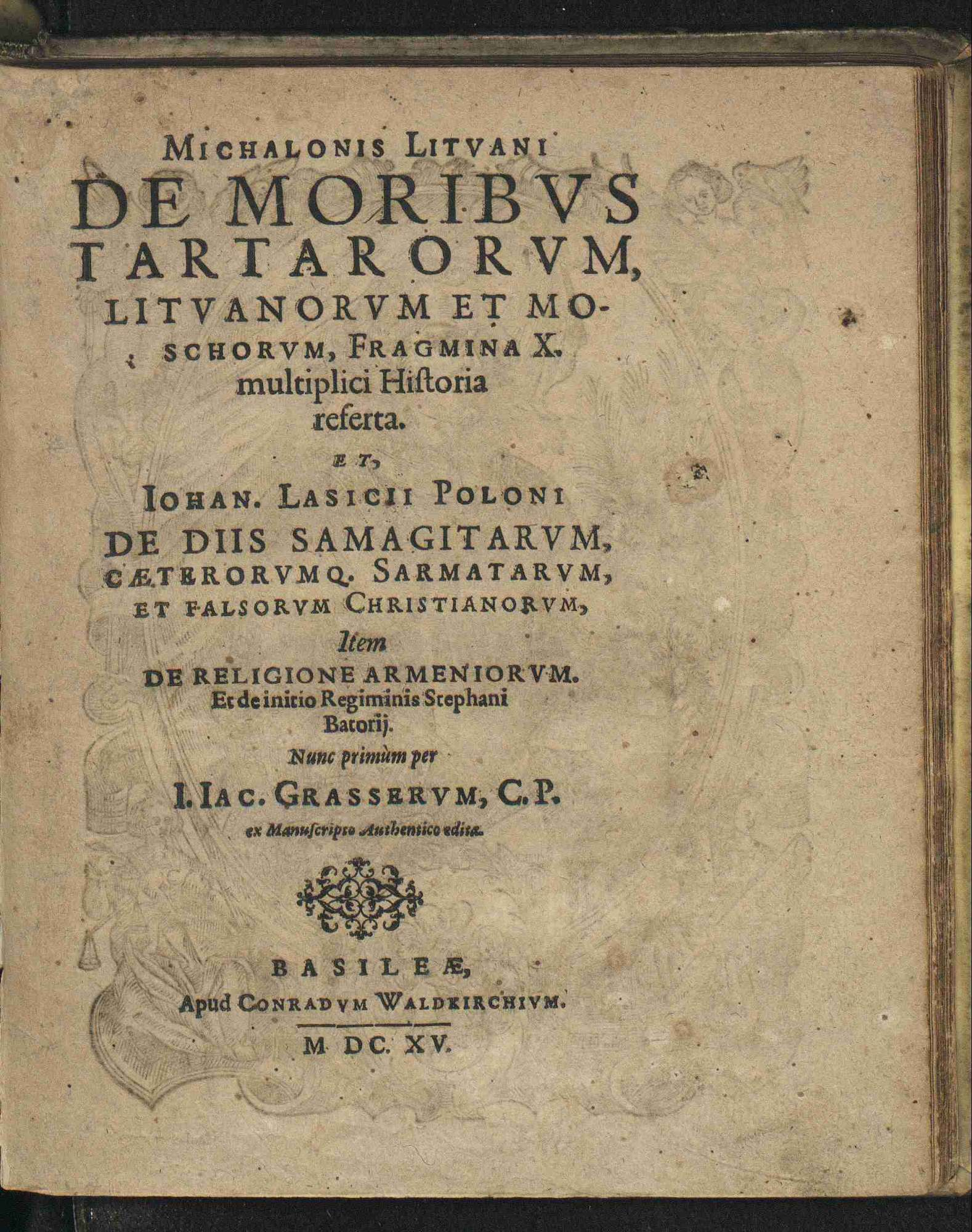
Wydanie książki z r. 1615 ze wstępem dedykowanym Oktawianowi Aleksandrowi x. Prońskiemu na Beresteczku. Ze zbiorów Biblioteki Jagiellońskiej

De moribus Tartarorum, Lituanorum et Moschorum („O obyczajach Tatarów, Litwinów i Moskowitów”) – XVI-wieczny łaciński traktat Michalona Litwina. Praca przetrwała tylko częściowo. Pierwszy raz wydał ją w 1615 w Bazylei Johann Grasser.

## Autor
Autor książki („Michalon Litwin”, „Michalonus Lituanus” lub „Michalo” czy „Michajło Lituanus”) nie został jednoznacznie zidentyfikowany (w tytule dzieła podany w dopełniaczu: „Michalonis Lituani De moribus Tartarorum...”). Historyk litewski Ignas Jonynas oraz rosyjski Matwiej Lubavsky zakładali, że mógł to być Michał Tyszkiewicz, poseł litewski do Tatarów perekopskich (1537–1539). Historyk polski Jerzy Ochmański uważał, że mógł to być Wacław (Wencław) Mikołajewicz z Mejszagoły (ca. 1490 – ca. 1560), który był sekretarzem w kancelarii wielkiego księcia przez około 30 lat.

## Kronika
Pierwotna data powstania traktatu nie jest znana, ale przyjmuje się, że było to około roku 1550. Poglądy oraz styl autora wskazują, że pozostawał pod wpływem humanizmu.
Traktat zawiera wiadomości historyczne, jednak należy go traktować cum grano salis: nie jest ani kroniką, ani zapiskami z podróży, ale raczej polityczną rozprawką krytykującą Ojczyznę autora (Wielkie Księstwo Litewskie) w niektórych miejscach otwarcie chwaląc Moskowię oraz Chanat Krymski za silne rządy i jedność. Autor przeanalizował powody podupadania potęgi i wpływów litewskich, krytykował świeckich i kościelnych możnych, nawoływał do stworzenia silnego, skupionego ośrodka władzy. Idealizował także czasy Witolda Wielkiego, kiedy rządzący nie poświęcali się jedynie własnym interesom i służyli państwu.
Michalon był zwolennikiem teorii pochodzenia Litwinów od Palemonowiczów, legendarnej dynastii władców ruskich i litewskich i proponował aby łacina stała się oficjalnym językiem Wielkiego Księstwa, co byłoby według niego powrotem do zapomnianej tradycji przodków. Na poparcie swej tezy podobieństwa języka litewskiego do łaciny przytoczył listę 74 słów podobnych w obu językach. Porównywał także dawne tradycje rzymskie z pogańskimi zwyczajami Litwinów.